# Dublini emberek
A dublini emberek (Dubliners) James Joyce 15 novellából álló irodalmi műve, melyet 1914-ben adtak ki. Magyarul először az Európa Könyvkiadónál jelent meg a mű Papp Zoltán és Gergely Ágnes fordításában, 1959-ben.
Joyce szándéka a tizenöt történettel az volt, hogy naturalista módon mutassa be Írország középosztályának életét Dublinban és környékén a 20. század legkorábbi éveiben.
A történet akkor játszódik, amikor az ír nacionalizmus tetőfokára hágott. Írország ekkoriban erős kulturális megújuláson ment keresztül, felfrissítve saját történelmi múltját, irodalmi értékeit, új eszméket teremtve az új évszázadban. Minden történet a Joyce által kedvelt „epifánia” köré fonódik, amely olyan pillanatot jelent, amikor a szereplő egy különleges pillanat következtében megvilágosodik, és megérti saját helyzetét. A Dublini emberek több szereplője feltűnik Joyce Ulysses című regényében is. 
A könyv első történeteiben gyermek főhősök mesélnek, és fokozatosan térnek át az idősebb emberek világára.

## A műben szereplő történetek
- Nővérek (The Sisters) – A pap (Flynn atya) halálán van, egy fiatal fiú és családja csak felszínesen törődik vele.
- Találkozás (An Encounter) – Két iskolás fiú lóg a suliból, és találkozik egy öregemberrel.
- Arábia (Araby) – Egy fiú beleszeret barátja húgába, de nem sikerül ajándékot vennie számára az arábiai vásárban.
- Eveline (Eveline) – Egy fiatal hölgy feladja álmait, hogy elhajózzon egy matrózzal.
- Verseny után (After the Race) – Jimmy Doyle, főiskolás hallgató megpróbál beilleszkedni gazdag barátai körébe.
- Két úrfiak (Two Gallants) – Két léha, életművész úrfi (Lenehan és Corley) rávesz egy szolgálót, hogy lopjon a gazdájától.
- Koszt és kvártély (The Boarding House) – Mrs. Mooney sikeresen irányítja leányát, Polly-t egy Doran úrral kötendő előnyös házasság felé.
- Futó árnyék (A Little Cloud) – Kis Chandler vacsorája Ignatius Gallaherrel rádöbbentik Chandlert saját irodalmi karrierjének kudarcára. Ugyanakkor azt is felismeri, hogy felesége számára már nem ő, hanem fiuk a legfontosabb.
- Ellenfelek (Counterparts) – Farrington, egy lusta, alkoholista irodista, saját frusztrációját családja abuzálásával vezeti le.
- Agyag (Clay) – Maria, a szobalány Halloween ünnepét korábbi nevelt leányával, barátjával Joe Donnelly-vel, és annak családjával tölti.
- Sajnálatos eset (A Painful Case) – Az agglegény Mr. Duffy, miután egy éven át találkozgattak és egyre inkább egymásra hangolódtak, visszautasítja a férjezett Mrs. Sinico-t, ám négy évvel később (a nő halálhírét olvasván) rájön, hogy élete egyetlen és utolsó szerelmi esélyét szalasztotta el.
- Borostyán-nap az ülésteremben (Ivy Day in the Committee Room) – A híres ír politikus, Charles Stewart Parnell halála után vagyunk pár évvel. Az ír helyhatósági választások korteseinek világába vezet be az írás. Kontrasztot rajzol az emelkedett parnelli világ és a kicsinyes, saját pecsenyéjüket sütögetni tervező képviselő-jelöltek személyisége közt.
- Anya (A Mother) – Kearney asszony tökéletes zongorakoncertet szeretne szervezni leányának, Kathleennek, de elbukik, mert mások nem segítenek neki.
- Kegyelem (Grace) – Mr. Kernan elesik egy kocsmában és megsérül. Barátai megpróbálják rávenni, hogy menjen el egy katolikus lelkigyakorlatra, hátha megkeresztelkedik.
- A holtak (The Dead) – Egy estélyen Gabriel Conroy megsért három hölgyet, és egy epifánia következtében rájön, hogy az olyan érzelemmentes emberek mint ő, valójában már halottak.

## Magyarul
- Dublini emberek. Novellák; ford. Papp Zoltán, versford. Gergely Ágnes; Európa, Bp., 1959
- Counterparts. A mother / Ellenfelek. Anya; ford. Bánki Veronika; Kossuth, Bp., 2017 (Angol-magyar kétnyelvű klasszikusok)